# Marcin Bosacki
Marcin Rafał Bosacki (ur. 5 listopada 1970 w Poznaniu) – polski dziennikarz prasowy, publicysta i polityk, ambasador RP w Kanadzie (2013–2016), senator X kadencji, poseł na Sejm X kadencji, sekretarz stanu w Ministerstwie Spraw Zagranicznych (od 2025).

## Życiorys
Absolwent II Liceum Ogólnokształcącego im. Generałowej Zamoyskiej i Heleny Modrzejewskiej w Poznaniu. Pod koniec lat 80. był zaangażowany w działalność Szkolnych Kół Oporu Społecznego. Ukończył studia historyczne na Uniwersytecie im. Adama Mickiewicza. Od 1990 był związany z „Gazetą Wyborczą”. Był reporterem oddziału poznańskiego i sekretarzem tamtejszej redakcji, następnie redaktorem działu zagranicznego, wiceszefem działu politycznego „GW”, a w latach 2000–2006 szefem działu zagranicznego tej gazety. W 2007 został stałym korespondentem w Stanach Zjednoczonych.
Jest współautorem tekstu Państwo Elektromis nagrodzonego przez Stowarzyszenie Dziennikarzy Polskich. Opublikował książkę Podziemie w Cegielskim (NSZZ „Solidarność” ZPM H. Cegielski Poznań od 13 grudnia 1981 do 17 kwietnia 1989).
We wrześniu 2010 objął funkcję rzecznika prasowego w Ministerstwie Spraw Zagranicznych. We wrześniu 2013 został powołany na ambasadora RP w Kanadzie. 31 lipca 2016 zakończył misję. Powrócił następnie do publicystyki. W 2019 był kandydatem Platformy Obywatelskiej do Parlamentu Europejskiego z listy Koalicji Europejskiej.
W tym samym roku z ramienia Koalicji Obywatelskiej został wybrany do Senatu X kadencji, otrzymując 213 492 głosy w okręgu nr 91. Po wyborach wstąpił do PO. 28 września 2020 został wybrany na przewodniczącego klubu KO w Senacie. W styczniu 2022 został wybrany przez Senat na przewodniczącego Komisji Nadzwyczajnej ds. wyjaśnienia przypadków nielegalnej inwigilacji, ich wpływu na proces wyborczy w Rzeczypospolitej Polskiej oraz reformy służb specjalnych.
W wyborach w 2023 kandydował do Sejmu z listy KO w okręgu poznańskim. Uzyskał mandat posła X kadencji, zdobywając 24 197 głosów. W styczniu 2024 powołany na wiceprzewodniczącego sejmowej komisji śledczej ds. wykorzystania oprogramowania Pegasus. W 2024 z ramienia KO wystartował w kolejnych wyborach europejskich, nie zdobywając mandatu eurodeputowanego. 17 czerwca 2025 objął stanowisko sekretarza stanu w Ministerstwie Spraw Zagranicznych.

## Wyniki w wyborach ogólnopolskich
| Wybory | Komitet wyborczy                | Komitet wyborczy     | Organ                            | Okręg          | Wynik            |
| ------ | ------------------------------- | -------------------- | -------------------------------- | -------------- | ---------------- |
| 2019   |                                 | Koalicja Europejska  | Parlament Europejski IX kadencji | nr 7           | 39 288 (3,28%)   |
| 2019   |                                 | Koalicja Obywatelska | Senat X kadencji                 | nr 91          | 213 492 (72,02%) |
| 2023   | Sejm X kadencji                 | Koalicja Obywatelska | nr 39                            | 24 197 (4,06%) |                  |
| 2024   | Parlament Europejski X kadencji | Koalicja Obywatelska | nr 7                             | 48 748 (4,74%) |                  |

## Życie prywatne
Syn Zenona (dziennikarza) i Marii (nauczycielki). Jest kuzynem Bartosza Bosackiego. Zawarł związek małżeński z dziennikarką Katarzyną Bosacką; mają czworo dzieci: Jana, Marię, Zofię i Franciszka. Małżonkowie rozstali się w 2023; w 2024 ich małżeństwo zakończyło się rozwodem. Deklaruje biegłą znajomość języka angielskiego.